# 1С:Предприятие
1С:Предприятие — программный продукт компании «1С», предназначенный для автоматизации деятельности на предприятии.
«1С:Предприятие» предназначено для автоматизации любого бизнес-процесса предприятия. Наиболее известны продукты по автоматизации бухгалтерского и управленческого учётов (включая начисление зарплаты и управление кадрами), экономической и организационной деятельности предприятия.

## Архитектура
Технологическая платформа «1С:Предприятие» представляет собой программную оболочку над базой данных. Используются базы на основе DBF-файлов в 7.7, собственный формат 1CD с версии 8.0 или СУБД Microsoft SQL Server на любой из этих версий. Имеется возможность использовать и другие сервера баз данных при помощи проектов на CodeBase 6.5, Advantage 8.1 и SELTA@Etersoft. Кроме того, с версии 8.1 хранение данных возможно в PostgreSQL и IBM DB2, а с версии 8.2 добавилась и Oracle. Платформа имеет свой внутренний язык программирования, обеспечивающий, помимо доступа к данным, возможность взаимодействия с другими программами посредством OLE и DDE, в версиях 7.7, 8.0 и 8.1 — с помощью COM-соединения.
Клиентская часть платформы функционирует в среде Microsoft Windows, а начиная с версии 8.3, также в среде Linux и macOS. Начиная с версии 8.1, серверная часть платформы в клиент-серверном варианте работы «1С:Предприятия» может функционировать на ОС Microsoft Windows и Linux.
Существуют специальные версии среды исполнения 1С для ноутбуков и PDA, ПО создания веб-приложений, взаимодействующих с базой данных «1С:Предприятие».

## История создания

### Версии дляDOS
Для операционной системы DOS было выпущено несколько версий 1С:Бухгалтерия — 3.0, 4.0, затем 5.0 и одновременно с ней — версия 2.0 Проф (по возможностям близкая к версии 5.0), выпущенная в однопользовательском и многопользовательском вариантах (для совместной работы в локальной сети). Именно в версиях 5.0 и 2.0 ПРОФ был воплощён принцип работы «от документа», а также появился встроенный язык формирования бухгалтерских проводок и печатных форм.

### Версия 6.0
Первой версией, выпущенной для платформы Windows 3.1, была 1С:Бухгалтерия для Windows 1.0 (позже 1.1). Широкого распространения она не получила. На смену ей пришла 1С:Бухгалтерия 6.0. Она во многом являлась повторением DOS-версии, но на новой основе. Продажи программы начались в 1995 году. В дальнейшем под этим названием — «1С:Бухгалтерия» — стали производиться конфигурации для платформ 7.7 и 8.х.

### Версия 7.х (7.0, 7.5, 7.7)
1С:Предприятие 7.7 с весны 1999 года успешно продавалась дистрибьюторами фирмы 1С. С 1 июля 2011 года изъята из прейскурантов компании и продается только в особом порядке по заявке покупателя.
Версии 1С Предприятие 7.0 и 1С Предприятие 7.5 были эволюционно заменены на 1С Предприятие 7.7, причём бюджетным организациям (держателям лицензий) в ограниченный период времени бесплатно меняли версию Бюджетной бухгалтерии для 1С:Предприятия 7.5 на Бюджетную бухгалтерию 1С для Предприятия 7.7. Тем не менее, они и до сих пор часто встречаются, хотя и считаются устаревшими. В частности, «1С» поддерживает версии 7.7, 6.0 и 2.0 ПРОФ, выпуская формы отчётности.
Версия 7.7 состоит из программной оболочки, или движка, который работает с одной или несколькими базами данных, определяемыми конфигурацией. К программной оболочке подключаются компоненты (в терминологии 1С — «компонента»), реализующие различные механизмы учёта и администрирования. Стандартные «компоненты»:
- «Бухгалтерский учёт»;
- «Оперативный учёт»;
- «Расчёт»;
- «Управление распределёнными ИБ» (информационными базами);
- «Web-расширение 2.0».

Кроме объектов, соответствующих реализующим механизмы учёта компонентам, существуют также компонент-независимые «базовые объекты», поддержка которых присутствует всегда.
Может работать в нескольких режимах:
- 1С:Предприятие — основной режим работы пользователя, ввод данных, получение отчётов;
- Конфигуратор — режим администрирования и изменения конфигурации;
- Отладчик — режим отладки и замера производительности конфигурации;
- Монитор — режим просмотра активных пользователей и журнала регистрации событий.

Платформа 1С:Предприятие 7.7, кроме основного для неё, русского, переведена на украинский и английский языки.
Конфигурация содержит параметры базы данных и пользовательского интерфейса. Файл конфигурации 1Cv7.MD расположен в каталоге базы данных. Конфигурация редактируется в режиме «Конфигуратора», предоставляющего удобный визуальный инструмент для создания и редактирования таблиц данных и графических форм, а также написания алгоритмов на встроенном языке программирования. Порядок конфигурирования и встроенный язык описаны в прилагаемой документации. Кроме того, в конфигураторе есть синтаксис-помощник по встроенному языку программирования.
Язык программирования версии 7.7 существенно отличается от языка версии 6.0 и, тем более, от языка DOS-версий. Впервые в версии 7.7 появилось понятие объектов данных. Язык, по сути своей, стал универсальным (так, есть примеры написания на платформе 1С:Предприятие простейших игр — тетрис, шашки и т. п.)
К информационной базе 1С 7.7 возможен доступ с помощью веб-интерфейса на основе расширения v7script.dll, благодаря которому можно организовать через веб-порталы доступ к базам 1С (dbf, MS SQL), со всеми вытекающими преимуществами. Процесс настройки также несложен, но основан только на платформе Windows NT (W2k, XP, Win2003) и сервере IIS (5,5.1,6). Также возможен доступ через COM-соединение и написание веб-порталов на PHP.
Одна из особенностей, позволяющая существенно расширить функциональность языка, — использование внешних компонент. Внешняя компонента представляет собой динамически подключаемую библиотеку, которая реализует определённую функциональность. Таким образом, в 1С стало возможным использовать богатые возможности других языков и платформ (например, таких, как .NET Framework). В ходе длительного нахождения на рынке данной платформы фирмой 1С, а также силами пользователей были созданы различные компоненты, позволившие значительно дополнить функциональность такими средствами, как работа с FTP, почтой, HTTP-запросами и другими. Одним из значимых проектов явилась разработка компоненты 1CPP, дававшая возможность работать с базой данных при помощи OLE DB- и ODBC-интерфейсов (так называемые прямые запросы), что позволяло в некоторых случаях сократить время выполнения запросов к базе данных в несколько раз.

### Версии 8.x
14 августа 2002 года выпущена «1С:Предприятие 8.0 ознакомительная версия». 31 июля 2003 года выпущено первое тиражное решение «1С:Предприятие 8.0. Управление торговлей», что являлось одновременно и выпуском предназначенной для широкого использования версии технологической платформы «1С:Предприятия 8.0».
Все «компоненты» включены в базовую поставку (платформа теперь не делится на «компоненты» «бухгалтерский учёт», «расчёт», «оперативный учёт», «управление распределёнными базами данных», как это было с версией 7.7). Это преимущество для пользователя, так как, приобретя любую конфигурацию (к примеру, «Управление торговлей»), пользователь получает возможность работать со всеми возможностями платформы, например, использовать бухгалтерские счета и периодические расчёты. Серверная «компонента» 1С 8.1 может работать в операционной системе Linux и использовать PostgreSQL.
По сравнению с 7.7, существенно изменился язык программирования для этой платформы. Он не совместим с 6.0 и 7.x. В нём доступно сравнительно большое число разнообразных фиксированных объектов. Встроенный язык стал более продуманным и логичным, стал ближе к концепции объектно-ориентированного программирования, появились столь необходимые коллекции и контейнеры, как структура и соответствие; существенно пересмотрена работа с коллекциями (элемент коллекции теперь представляется отдельным объектом); интерфейсные объекты (к примеру, табличные поля) стали чётко разграничиваться от отображаемых в них данных (таблиц значений и табличных частей); в программировании интерфейса реализована полнофункциональная концепция обработки событий; язык запросов стал походить на язык SQL (реализован только SELECT) с некоторыми дополнениями.
В версии 8 существует два основных режима — режим предприятия и режим конфигуратора (в этом режиме также имеется режим отладки). Режим монитора исключён ввиду того, что монитор встроен в режимы и предприятия, и конфигуратора.
Платформа 1С:Предприятие 8 допускает конфигурирование, допускает одновременное использование одной базы несколькими пользователями при наличии необходимого количества дополнительных лицензий. Стоимость доп. лицензий существенно ниже стоимости программы.
Платформа 1С:Предприятие 8 при использовании со специализированными «базовыми» конфигурациями обеспечивает работу в «базовом» режиме с ограничением возможностей: не допускает конфигурирования, не поддерживает режим внешнего соединения, не имеет многопользовательского режима. Для работы в «базовом» режиме используется облегчённый вариант лицензирования, не требуются аппаратные ключи защиты, а стоимость такого продукта существенно ниже.
Кроме того, выпускается учебная версия платформы 1С:Предприятие 8. Она входит, например, в состав продуктов «1С:Бухгалтерия 8. Учебная версия», «1С:Предприятие 8. Версия для обучения программированию» и ряд других. Учебная версия предназначена для обучения использованию программы и для обучения программированию. Её использование для ведения учёта не допускается лицензионным соглашением и невозможно из-за ограничений платформы. Однако допустимо её применение для разработки конфигурации (для последующего использования такой конфигурации потребуется приобретение коммерческой версии 1С:Предприятие 8).
В комплекте с лицензиями поставляются ключи защиты Aladdin HASP (USB), локальные H1M1 для одной лицензии и сетевые NetHASP для пяти и более (до 100), есть также ключи Aladdin HardLock на 300 и 500 лицензий. Использование одиночной (локальной) лицензии возможно только на том компьютере, на котором установлен ключ, причём только на системной консоли, использовать его через сеть или на удалённом рабочем столе невозможно. На один компьютер можно установить только один ключ каждой серии (H1M1, NetHASP или HardLock).
1С:Предприятие 8 может использоваться в файловом режиме, с хранением базы в виде файла, или в клиент-серверном режиме с хранением баз на сервере SQL. Клиент-серверный режим требует дополнительного приобретения лицензии на «сервер 1С:Предприятия 8».
1С:Предприятие 8 переведена, кроме русского и английского, ещё на множество языков, перечень которых постоянно расширяется.
Для создания веб-порталов используется «веб-расширение», но платформа — ASP.NET и рекомендуемый внутренний язык C#, так как большая часть объектов доступа к данным уже предоставляется именно на нём. Соответственно, платформа тоже Windows NT (W2k, XP, Win2003) и сервер IIS (версий 5, 5.1, 6).
Фирма 1С прекратила поддержку 1С:Предприятия 8.0 на версии 8.0.18.2, уведомила о прекращении поддержки 1С:Предприятия 8.1 с апреля 2011 года (последняя версия 8.1.15.14, выпущена в октябре 2009). Текущие версии платформы 1С:Предприятие 8.2 обеспечивают обратную совместимость с версиями 8.0 и 8.1.

### Версия 8.2
Главной отличительной особенностью является режим «управляемое приложение», при котором пользовательский интерфейс описывается декларативно, а его вид зависит от типа клиентского ПО:
- «толстый» клиент («старое» клиентское приложение версий 8.0 и 8.1);
- «тонкий» клиент;
- веб-клиент (включает клиентскую и серверную части: поддерживаются веб-браузеры Internet Explorer и Mozilla Firefox, а веб-сервер может работать на Apache или IIS). Клиент-серверное взаимодействие реализовано с использованием технологий AJAX (DHTML), XMLHttpRequest и JavaScript.

Также отличается более «строгой» реализацией клиент-серверной архитектуры, в частности, требует переноса выполнения всей бизнес-логики в серверный код, реализована динамическая балансировка нагрузки в кластера серверов, добавлена поддержка СУБД Oracle. 25 сентября 2009 года выпущена окончательная версия 8.2.9.
В новой версии платформы реализована отказоустойчивость кластера серверов «1С:Предприятия» — основной «компоненты», обеспечивающей взаимодействие между пользователем и СУБД.
26 мая 2010 года выпущено обновление платформы 8.2.11. В этой версии проведена оптимизация внутренних механизмов и реализованы некоторые новые возможности:
- работа с криптозащитой;
- экспорт документов в форматы Microsoft Office 2007;
- отладка веб-клиента;
- форматированный документ;
- поддержка браузеров Google Chrome и Safari.

### Версия 8.3
В качестве крупных изменений этой версии можно отметить:
- заметно снизилась и продолжает снижаться производительность программы, увеличились системные требования;
- предоставление пользователям нативных 64-битных клиентов под Linux и MacOS. (Клиентские приложения существуют только для Mac OS X 10.8 и выше, и выпускаются для целей бета-тестирования);
- 64-битный клиент и Конфигуратор для Windows;
- полноценную мобильную платформу для iOS, Android и Windows Phone;
- переработку механизма расположения элементов в формах;
- изменения в интерфейсных механизмах.

Разработчики также представили большое количество изменений, впервые предложенных в данной версии, в том числе:
- возможность создавать расширения конфигурации, позволяющие изменять конфигурацию без снятия её с поддержки;
- улучшение механизмов хранилища конфигурации (но сравнение объектов перестаёт работать корректно и выдаёт ложные отличия в одинаковых объектах);
- механизм рефакторинга кода;
- механизм автоматизированного тестирования интерфейса;
- выгрузка конфигурации в файлы текстового формата, в том числе — частичная;
- начиная с этой версии, разработчикам выпала обязанность разделять написанный код по доступности «на клиенте» или «на сервере» (что должно работать автоматически на уровне платформы), и этим усложнило процесс разработки.[неавторитетный источник].

### Enterprise Development Tools
Вместе с продолжением развития платформы 8.3 фирма 1С представила разработчикам бета-версию нового Конфигуратора. Пакет Enterprise Development Tools базируется на основе Eclipse и является дальнейшим развитием средств разработки платформы V8.

### Версия 8.4
30 декабря 2015 года была опубликована ознакомительная версия платформы 8.4.1, в которой существенно переработан механизм кластера серверов. В данный момент дата выхода стабильной версии 1С:Предприятие 8.4 неизвестна.

### Версия 8.5
25 декабря 2024 года Фирма «1С» опубликовала сообщение о выпуске бета-версии технологической платформы 1С:Предприятие 8.5.
Новые возможности и особенности интерфейса версии 8.5:
- Лучшее восприятие информации за счет более просторного/воздушного интерфейса. В веб-клиенте бета-версии 8.5.1 также доступен компактный вариант масштаба интерфейса;
- Использование современных трендов дизайна. Обновлена отрисовка всего интерфейса и большинства его элементов, включая мобильный клиент;
- Поддержка светлой/темной темы. Использование выбранной цветовой палитры для автоматического преобразования цветов в зависимости от выбранной темы и места использования цвета;
- Возможность оформления групп элементов и кнопок в виде карточек;
- Использование векторных иконок и изображений для автоматического изменения масштаба и повышения качества отображения информации;
- Веб-клиент бета-версии 8.5.1 включает в себя новый вариант оконной системы на базе диалоговых окон, фокусирующий пользователя на работе с текущими задачами и препятствующий накоплению большого числа открытых окон;
- Новые возможности по размещению команд на форме. Команды теперь расположены ближе к тому месту, на которое они распространяют свои действие;
- Сокращение использования двойных кликов. Теперь во многих местах действие, ранее доступное по двойному клику, доступно и по одинарному;
- В мобильном клиенте реализовано несколько вариантов представления таблицы: в виде таблицы, в виде списка или в виде карточек;
- В таблицах добавлена возможность отображения данных в виде так называемых бейджей.

## Техническая информация

### Конфигурация
Конфигурация — прикладное решение, разработанное на технологической платформе «1С:Предприятие».
Базовые (специализированные) конфигурации предназначены для работы на базовых версиях платформы (для версии 7.x — с соответствующей «компонентой»). Базовые конфигурации поставляются только фирмой 1С, не допускают внесения изменений, но могут быть преобразованы в типовые. Все неспециализированные, «не базовые» конфигурации, в том числе и типовые от 1С, допускают изменение (конфигурирование) пользователем.
Тиражные решения сторонних фирм часто бывают защищены «системой защиты конфигураций» (СЗК), предлагаемой 1С или аналогичной, и предусматривают наличие дополнительного ключа, распространяемого с конфигурацией. Без этого ключа программа работает в ограниченном или демонстрационном режиме (как рекомендует 1С) или работа вовсе невозможна. Часть текста программы недоступна для прочтения и изменения (даже при наличии ключа). Указанные ключи СЗК не заменяют ключей к технологической платформе, те продолжают оставаться необходимыми.
Конфигурации 7.x могут использовать базовые объекты и объекты других «Стандартных компонент». Для использования объекта какой-либо компоненты необходимо наличие соответствующей компоненты в Технологической платформе. Если конфигурация написана с использованием только базовых объектов («компонент-независимая»), то для её использования необходима Технологическая платформа 7.x с любой хотя бы одной «компонентой», не менее чем «Бухгалтерский учёт (стандартная)». Следует различать понятия «базовые объекты» и «базовые конфигурации»: так, неспециализированная конфигурация, использующая только базовые объекты, не будет работать на базовой платформе, а базовые конфигурации не ограничиваются использованием базовых объектов.
Конфигурации часто делятся на две группы — «типовые» и «нетиповые». «Типовая» конфигурация — это тиражное решение, которое распространяется «в коробке». Также встречается сленговый термин «Правленая» конфигурация — имеется в виду изменённая под нужды компании типовая конфигурация, которая в силу внесённых в неё изменений уже не является типовой, однако очень похожа. «Самопальная» конфигурация (от слова «самопал»), «самописная», или конфигурация «с нуля» — конфигурация, разработанная независимо от фирмы 1С, обычно под нужды конкретного заказчика. Эти сленговые термины также довольно часто используются представителями фирмы 1С — компаниями франчайзи.

## Прикладные решения

### Типовые конфигурации на базе 1С:Предприятия версии 7.7

#### Конфигурация «1С:Бухгалтерия 7.7»
Наиболее известная из всех конфигураций 1С версии 7.7. Предназначена для ведения бухгалтерского учёта (управленческого и/или налогового учёта). Также существует конфигурация «1С:Бухгалтерия УСН 7.7». Это разные конфигурации; часто любую конфигурацию 1С называют «1С:Бухгалтерией», например, «1С:Торговля и Склад» не имеет отношения к бухгалтерскому учёту, однако по ошибке часто называется «1С:Бухгалтерией» или «1С:Предприятием».

#### Конфигурация «1С:Торговля и Склад 7.7»
Предназначена для ведения торгового учёта. Возможно ведение учёта по нескольким юридическим лицам. Существует возможность подключения внешнего торгового оборудования.

#### Конфигурация «1С:Зарплата и Кадры 7.7»
Предназначена для ведения кадрового учёта и расчёта зарплаты.

#### Конфигурация «1С:Комплексная автоматизация» (1С:Бухгалтерия + Торговля и Склад + Зарплата и Кадры)
Объединяет в себе функциональность конфигураций «1С:Бухгалтерия 7.7», «1С:Торговля и Склад 7.7» и «1С:Зарплата и Кадры 7.7». Предназначена для комплексного ведения учёта на предприятии.

#### Другие типовые конфигурации
Существует также множество других, менее универсальных (а, следовательно, и менее распространённых) типовых конфигураций. Предназначены или для специфических налоговых режимов (например, уже упомянутая УСН, «1С:Налогоплательщик», «1С:Деньги», все возможные типовые для бюджетных организаций, «1С:Воинская часть» и т. п.), или для организаций из других государств (Украина, Казахстан, Эстония).

### Компонентная система 1С:Предприятия 7.7
В 1С:Предприятие версии 7.7 существовало пять типовых «компонент». Три из них используются для ведения учёта, а остальные две — для более специфичных функций:
- «Компонента» «Бухгалтерский учёт» — наличие данной «компоненты» в 1С:Предприятии 7.7 позволяет использовать такие объекты, как «бухгалтерские планы счетов», «операции», «проводки». Используется, в первую очередь, в поставке «1С:Бухгалтерия 7.7».
- «Компонента» «Оперативный учёт» позволяет использовать объект «регистры». Входит в поставку «1С:Торговля и Склад 7.7» и других.
- «Компонента» «Расчёт» позволяет использовать объекты «журнал расчётов», «виды расчётов» и «группы расчётов». Входит в поставку «1С:Зарплата и Кадры 7.7», «1С:Основные средства 7.5» и других.
- «Компонента» «Управление распределёнными информационными базами (УРИБ)» позволяет осуществлять обмен информацией (синхронизацию) между физически отдалёнными узлами одной логически цельной базы данных. Например, обмен данными между бухгалтерией и отдалённым складом. Для ведения учёта не используется.
- «Компонента» «веб-расширение» позволяет создавать веб-интерфейс к учётной базе данных на основе технологии ASP. Для ведения учёта не используется.

Также существует технология создания «Внешних компонент», которые могут быть разработаны сторонними разработчиками для расширений функций «1С:Предприятие». Первоначально эта технология была создана для работы с многочисленным торговым оборудованием. В настоящее время, в связи с гибкостью данной технологии, внешние компоненты создаются для решения практически любых задач из числа тех, для решения которых «1С:Предприятие» изначально не способна.

### Типовые конфигурации на базе 1С:Предприятия версий 8.0 и 8.1[18]

#### Общие возможности конфигураций
Большинство конфигураций на базе платформы версий 8.0 и 8.1 имеют:
- Возможности общей настройки программы (такой, как задание даты запрета редактирования данных);
- Возможности индивидуальной настройки программы для каждого пользователя (такой, как основной склад для автоматической подстановки в документы);
- Множество переключаемых интерфейсов;
- Множество наборов прав (ролей), причём часть прав может назначаться пользователями в режиме предприятия;
- Более гибко настраиваемые отчёты, нежели в версии 7.7;
- Возможность построения произвольных отчётов (так называемая «Консоль отчётов»);
- Встроенный универсальный обмен данными;
- Встроенные возможности обновления через Интернет.

Также большинство типовых конфигураций поддерживают работу с платформой версии 8.2.

#### Конфигурация «1С:Бухгалтерия 8»
Основные возможности (отличия от седьмой версии): ведение как бухгалтерского, так и налогового учёта (на раздельных планах счетов); возможность ведения учёта по упрощённой системе налогообложения (для каждой организации система налогообложения может быть выбрана независимо); более гибкие возможности по учётной политике (задаётся раздельно для бухгалтерского и налогового учёта), закрытию счетов, расчёту амортизации, учёту НДС, в том числе включение/исключение из стоимости с учётом ЕНВД в розничной торговле.
Как и в предыдущих версиях, предусмотрена интеграция с расчётом зарплаты (версий 7.7 и 8.х), торгово-складским учётом (версий 7.7 и 8.х), системой «Клиент банка», загрузка классификатора адресов и других общероссийских классификаторов.

#### Конфигурация «1С:Управление Торговлей 8»
Предназначена для ведения торгово-складского учёта на предприятиях. Функциональность по сравнению с конфигурацией «1С: Торговля и склад 7.7» расширена: появились возможности управления отношениями с клиентами (CRM), а также возможность планирования продаж и закупок.
Позволяет подключать различное торговое оборудование: сканеры штрих-кода, фискальные регистраторы, принтеры чеков и этикеток, терминалы сбора данных, эквайринговые системы, электронные весы, считыватели магнитных карт и др.
В конфигурацию добавлен учёт маркетинговых мероприятий, используется сегментация партнёров и номенклатуры.

#### Конфигурация «1С:Зарплата и управление персоналом 8»
Предназначена для реализации кадровой политики предприятия и денежных расчётов с персоналом по следующим направлениям:
- планирование потребностей в персонале;
- решение задач обеспечения бизнеса кадрами — подбор, анкетирование и оценка;
- управление компетенциями, обучением, аттестациями работников;
- управление финансовой мотивацией персонала;
- эффективное планирование занятости персонала;
- учёт кадров и анализ кадрового состава;
- начисление и выплата заработной платы;
- исчисление регламентированных законодательством налогов и взносов с фонда оплаты труда;
- отражение начисленной зарплаты и налогов в затратах предприятия.

#### Конфигурация «1С:Управление производственным предприятием 8»
При разработке решения «1С:Управление производственным предприятием 8» учитывались как современные международные методики управления предприятием (MRP II, CRM, SCM, ERP, ERP II и др.), так и опыт успешной автоматизации производственных предприятий, накопленный фирмой «1С» и партнёрским сообществом. При этом разработчик не позиционирует свою систему как ERP.
Наиболее интересные особенности, которые в подавляющем большинстве других систем не встречаются:
- Имеются конфигурации: «Управление производственным предприятием» (для России), «Управление производственным предприятием для Украины» и «Управление производственным предприятием для Казахстана», и это именно разные конфигурации, а не разные варианты настроек;
- Существует возможность изменения учтённых (проведённых) документов. При этом с 22 релиза (от 13.04.2009) появилась возможность отслеживать историю изменений документов и справочников. В системе также есть журнал регистрации, который позволяет отследить сам факт изменения (кто, когда, какие документы менял).

Уровень техподдержки зависит от фирмы-партнёра (так называемых «франчайзи»). Для поиска партнёра существует специальный ресурс «Выбор аттестованных франчайзи».
Сравнение данного программного продукта, например, с Microsoft Navision или Oracle E-Business Suite, в общем случае некорректно.

#### Конфигурация «1С:Управление бизнесом 8»
Подразумевает как планирование работы всей организации, так и её бюджетирование, управление денежными средствами, сбор и анализ управленческой отчетности. Компания 1С предлагает линейку типовых программных продуктов (1С:Управление небольшой фирмой, 1С:Управление производственным предприятием, 1С:Комплексная автоматизация, 1С:Управляющий), специально разработанных для решения задач, связанных с организацией управления и учёта современного предприятия.

### Типовые конфигурации на базе 1С:Предприятие 8.3
С выходом платформы версии 8.3 фирма 1С начала перевод основных конфигураций на новую платформу. Новая конфигурации 1С: Бухгалтерия предприятия 3.0 (начиная с выпуска 3.0.28) работает только с платформой 8.3.

#### Конфигурация «1С:Бухгалтерия 8»
Конфигурация «1С:Бухгалтерия 8» была выпущена с поддержкой версии платформы 8.0 и была обновлена для работы на платформе 8.3. Одним из ключевых изменений стало улучшение гибкости учётной политики, позволяющей вести раздельный учёт для бухгалтерского и налогового учёта. Также появилась возможность настройки системы налогообложения для каждой организации отдельно, что позволило значительно улучшить функциональность для разных типов бизнеса.

#### Конфигурация «1С:Управление торговлей 8»
Конфигурация «1С:Управление торговлей 8» была выпущена с улучшенной поддержкой CRM-систем и возможностей для более точного планирования закупок и продаж. В этой версии была значительно расширена поддержка подключения торгового оборудования, добавлены новые инструменты для управления отношениями с клиентами и сегментацией партнёров. Также обновления включали возможности для учёта маркетинговых мероприятий и планирования продаж.

#### Конфигурация «1С:Зарплата и управление персоналом 8»
Выпущенная на платформе 8.3, конфигурация «1С:Зарплата и управление персоналом 8» значительно улучшила функции по расчету заработной платы, а также внедрила новые инструменты для кадрового учёта и анализа персонала. Были добавлены новые возможности для автоматизации начислений и упрощены процессы взаимодействия с государственными органами по начислению налогов и взносов.

#### Конфигурация «1С:Управление производственным предприятием 8»
Конфигурация была выпущена на платформе 8.3 с возможностью использования новых международных методик управления предприятием (MRP II, ERP). Одним из важных изменений было добавление новых функциональных возможностей для планирования и учёта производственных процессов, а также улучшение интеграции с другими конфигурациями 1С для комплексной автоматизации бизнеса.

#### Конфигурация «1С:Управление бизнесом 8»
Выпущенная на платформе 8.3, эта конфигурация включала расширенные возможности для автоматизации управления бизнесом, включая более гибкие функции для бюджетирования и анализа финансовых потоков. Была добавлена интеграция с другими продуктами 1С, что позволило улучшить синхронизацию данных и сделать управление предприятием более эффективным.

#### Конфигурация«1С:Документооборот 8»
Конфигурация «1С:Документооборот 8» была обновлена для работы на платформе 8.3 и теперь поддерживает полный электронный документооборот с возможностью подписания и согласования документов в электронном виде. В новой версии были улучшены механизмы взаимодействия с другими подсистемами 1С, что позволило значительно повысить эффективность работы с документами внутри компании.

#### Конфигурация «1С:Торговля и Склад 8»
После перехода на платформу 8.3, конфигурация «1С:Торговля и склад 8» была значительно улучшена в части поддержки нескольких складов, а также учёта товарных остатков и движения между складами. В версии 8.3 были добавлены новые механизмы для построения отчетности, улучшена работа с номенклатурой и поставщиками, а также расширены возможности для автоматизации расчета стоимости товаров и услуг.

#### Конфигурация «1С: Управление предприятием (ERP)»
30 декабря 2013 года фирма 1С официально выпустила в продажу новое решение «1С:ERP Управление предприятием 2.0». Данное решение представляет флагманскую конфигурацию класса ERP. С помощью программы можно автоматизировать предприятия любого масштаба. Система совместима только с платформой 8.3.
Ключевыми преимуществами нового флагманского решения фирмы «1С» являются:
- широкие функциональные возможности на уровне ERP-систем международного класса;
- гибкая и производительная современная платформа «1С:Предприятие 8.3», поддерживающая работу через Интернет, в том числе «облачные» технологии и работу на мобильных устройствах;
- большое количество специализированных решений, расширяющих возможности системы на единой платформе (PDM, MES, EAM, PMO, ITIL, CRM, MDM, WMS, TMS, BSC, ECM, CPM и др.);
- более 80 нишевых специализированных решений[23] (охрана окружающей среды, пожарная безопасность, охрана труда, логистика и управление автотранспортом, управление ТСЖ, бухгалтерия страховой компании, предприятия ЖКХ, производство спирта, рыбопереработка, управление теплосетью, строительной организацией, водоканалом, бухгалтерия молокозавода, птицефабрики, металлургического комбината, турагентства, издательства, мукомольного предприятия, фармпроизводства, мясокомбината, кондитерского производство, ресторана и пр.).
- использование в производстве уникальных методик, например, Теории ограничения[24], в том числе и метода «барабан — буфер — верёвка»;
- невысокая стоимость владения и возможность получения существенного экономического эффекта с ростом производительности труда и быстрым возвратом инвестиций.

## Резервное копирование
Для резервного копирования информационной базы 1С Предприятия существуют как встроенные в программу средства, так и дополнительные программы.
Резервное копирование информационной базы в клиент-серверном варианте на СУБД Microsoft SQL может осуществляться средствами SQL.
Среди сторонних программ, применимых для резервного копирования 1С:Предприятия, есть как универсальные (Acronis Backup и Acronis Recovery, Handy Backup, Symantec Backup Exec и другие), так и специализированные, например, Effector Saver.

## Лицензирование
ПО — проприетарное. Формальное лицензионное соглашение появилось только в версии 8.0.
Лицензии должны приобретаться на:
- количество конечных пользователей 1С:Предприятие;
- сервер предприятия (по необходимости);
- используемую конфигурацию.

Формально конфигурации 8.х лицензируются отдельно: то есть необходимо приобретать каждую конфигурацию для использования её в коммерческой организации. Это принципиальное отличие версии 8.х от 7.х.

## Критика

### Система защиты
Для защиты продукта «1С:Предприятие» от несанкционированного использования компания 1С использует аппаратные ключи HASP. Такая система защиты не даёт 100 % защиты от пиратов, например Сергей Давыдюк создал программный эмулятор системы защиты, за что в 2005 году был приговорён к двум годам заключения условно.
В базовых конфигурациях версии 8 появилась защита через электронные ключи, которые необходимо активировать после покупки программы. В настоящее время используется на всех новых поставках, аппаратные ключи продаются только по запросу и версии дороже.

### Техническая поддержка
Условия поддержки программных продуктов системы «1С:Предприятие» различны в зависимости от версии, варианта поставки и времени выпуска продукта. На большинство ПП техническая поддержка предоставляется пользователям, оформившим подписку на диск «информационно-технологического сопровождения» (ИТС).

### Архитектурные ограничения
В версии 7.7 при использовании базы данных в формате DBF размер файла базы данных ограничен 1 или 2 гигабайтами. Данная проблема связана с FoxPro-совместимым форматом доступа к DBF и может быть решена следующими способами:
- «свёртка» базы данных путём удаления старых записей;
- переход на SQL-версию;
- переход на 1C 8.х;
- использование сторонних движков базы данных, например, CodeBase[32] или Advantage[33]

В версиях 8.2 наблюдаются неполадки с отображением модальных окон при использовании технологии Microsoft RemoteApp, что делает данную технологию неприменимой
Программа требует предоставления прав на запись к папке всё время работы, даже в UNIX системах где ей недостаточно прав на выполнение, что в совокупности с обновлением с помощью программ удалённого доступа делает пользователя уязвимым (возможно также онлайн самообновление конфигураций «на поддержке»), в том числе системного администратора (который отвечает за компьютер, но не обновляет данное ПО) ввиду потери данных.
При этом, для версии 8.3 характерны следующие особенности:
- в файловом режиме 1С показывает достаточно высокую производительность на небольших объёмах файловых баз, хотя и имеет физическое ограничение на размер одной таблицы в базе данных в 4 ГБ;
- в клиент-серверном режиме под управлением Windows рекомендуется использовать СУБД Microsoft SQL Server, так как такая связка показывает высокую производительность;
- под работе в Linux для 1С 8.3 в клиент-серверном режиме допустима установка СУБД PostgreSQL, а для высоконагруженных систем — PostgreSQL Pro.

### Ограничения в возможностях BI-аналитики
В отличие от конкурентов в области ERP, таких как Microsoft Dynamics AX или Microsoft Navision, то 1С 8.x использует:
- проприетарный формат хранения данных в базе данных в файловом режиме, недоступный к разбору на таблицы и View
- клиент-серверный вариант базы данных, в котором таблицы данных 1С генерируются автоматически с использованием «внутренних идентификаторов»

Все это делает невозможным прямое обращение к таблицам БД 1С 8.х для целей извлечения данных в Аналитические хранилища BI.
Помимо этого, «1С» прямо запрещает доступ и извлечение данных из БД 1С любыми другими средствами кроме самой 1С. Данная проблема может быть решена следующими способами:
- написание обработок, выгружающих требуемые данные из 1С в внешние базы данных или файловые хранилище;
- написание собственных Web-сервисов, обращаясь к которым, BI-система по REST-протоколу может забирать данные из 1С;
- нспользование тиражного решения «Экстрактор данных 1С в BI», использующего механизмы отслеживания изменений и многопоточной выгрузки данных 1С в БД Clickhouse.

### Ценообразование
Стоимость программных продуктов серии «1С:Предприятие», рекомендуемая фирмой «1С», превышает закупочную цену дилера в среднем вдвое. Таким образом, при совершении сделки по рекомендованным ценам маржа компании, продающей программные продукты данной серии, составляет 50 % в составе конечной цены товара. 1С не требует соблюдения брендбука (тем не менее снабжает большим количеством фирменных материалов), однако необходимо жёсткое соблюдения прайс-листа, отклонения разрешены только в базовых версиях.